# Lucía Montalvo
Lucía Montalvo fue una actriz y cantante argentina de gran popularidad en la década de 1930.

## Carrera
Fue primera actriz de compañías teatrales y se hizo popular en el medio artístico en las primeras décadas del siglo XX por su característica voz de soprano.
Integró la compañía cómica del primer actor cómico Félix Mutarelli. En teatro actuó en Winter Garden y El Hotel de los enamorados entre otras.
Cantó para Radio Municipal durante 1935 y también tuvo la oportunidad de hacerlo por Radio Excelsior. Se lució en la radiofonía argentina como otras cancionistas del momento como Tita Vidal y Rosita Quiroga.
Su única aparición en cine fue en la película de 1936 Vértigo, dirigida por Emilio Kartulovich y protagonizada por Jorge Soler, Emilia Harold y Juan Vítola.

## Filmografía
- 1936: Vértigo.

## Teatro
- 1933: Winter Garden, estrenada en el Teatro Monumental. En el elenco también figuraban Enrique Santos Discépolo, Domingo Mania, Perla Mary, Casimiro Ros, Elsa Martínez, Emma Otamendi, entre otros.
- 1934: Obra con Maruja Pibernat, Vicente Climent, Benita Puértolas y Miguel Gómez Bao.
- 1927: El Hotel de los enamorados, con la Gran Compañía Nacional de Vaudevilles Musicales, junto a Héctor Calcaño, Soledad León, Viviana Díaz de Mendoza, Hortensia Arnaud, Alicia Vignoli y Ángela Pasquett.